# Caleb Walker
Caleb Orion Walker (Kansas City, 16 dicembre 1989) è un cestista statunitense.